# Евгент Бушпепа
Евгент Бушпепа (алб. Eugent Bushpepa; нар. 2 липня 1984, Решен)  — албанський співак і автор пісень. Він виграв 56-й пісенний фестиваль «Festivali i Këngës» з піснею «Mall», тому представлятиме Албанію на Євробаченні 2018 у Лісабоні.

## Життєпис
Бушпепа народився 2 липня 1984 року в Решені. Змалку почав співати і після закінчення школи покинув Албанію на декілька років, вирушивши до Італії. Після повернення до Албанії 2006 року він почав роботу співаком у ток-шоу на Top Channel.
Виступав у програмі «Top Show». 2007 року випустив пісню «Maska e Madheshtise», завдяки якій здобув популярність.